# Helle Helle
Helle Helle (født 14. december 1965 i Nakskov) er en dansk forfatter. Helle Helle debuterede i 1987 under navnet Helle Krogh Hansen med novellen Et blommetræ i Dagbladet Information. Helle Helle er døbt Helle Olsen, senere valgte hun at tage sin oldemoders efternavn (Helle), og det var under dette navn, hun debuterede med tekstsamlingen Eksempel på liv i (1993).
Helle Helle er kendt for sin afmålte, realistiske stemme og tematik. Helle har blandt andet modtaget Statens Kunstfonds treårige arbejdslegat. Hendes bøger er oversat til 22 sprog.

## Uddannelse
Helle gik på Maribo Gymnasium. I sin gymnasietid var hun bl.a. elevrådsformand og holdt årets elevtale ved sin dimission i 1984. Hun har senere i sine bøger brugt sin gymnasietid og årene omkring den som materiale. Efter gymnasiet er hun blevet uddannet på Forfatterskolen.

## Priser
I 2003 modtog Helle Beatrice Prisen. I 2005 modtog hun Kritikerprisen for romanen Rødby-Puttgarden. I 2009 modtog hun PO Enquist-prisen for romanen Ned til hundene. I 2012 modtog hun Boghandlernes gyldne Laurbær for romanen Dette burde skrives i nutid. I 2016 modtog hun Det Danske Akademis Store Pris. I 2019 modtog hun Holbergmedaljen. I 2022 modtog hun Montanas Litteraturpris for BOB.
Helle Helle bor syd for Sorø sammen med sin ægtemand.

## Studier
- 1984 Matematisk studentereksamen fra Maribo Gymnasium
- 1985-87 Grunduddannelse i litteraturvidenskab ved Københavns Universitet
- 1989-91 Forfatterskolen, København
- 1990-97 Studievært og programmedarbejder på P4 i P1, Danmarks Radio.